# Pedra da Mariquita
Wikiloc Pedra da Mariquita ainda é uma das atrações turísticas pouco exploradas em Cachoeiras de Macacu, município no estado do Rio de Janeiro, no Brasil. Essa situação é devida principalmente ao seu difícil acesso, perdida no interior da exuberante Mata Atlântica que cobre a parte oriental da Serra do Mar, dentro dos limites do Parque Estadual dos Três Picos.

Mapa do estado do Rio de Janeiro (em destaque: município de Cachoeiras de Macacu)

A pedra fica numa altitude de 1470 metros e, mais abaixo no caminho, existe uma pedra cujo interior tem uma pequena gruta com um acampamento atualmente abandonado, tendo capacidade para abrigar até 10 pessoas.
Do seu cume é possível avistar os três picos, pico dos três municípios, mulher de pedra, focinho de porco de santo Amaro, caledônia, pedra do faraó, pedra do colégio, ponto mais alto da serra queimada, Pirineus, Branca de Neve, etc...